# Río Yuna
Río Yuna är ett vattendrag i Dominikanska republiken. Det ligger i den östra delen av landet, 90 km norr om huvudstaden Santo Domingo.